# لشکر ۹ پیاده (کره جنوبی)
لشکر ۹ پیاده کره جنوبی (انگلیسی: 9th Infantry Division) لشکر پیاده‌نظام نیروی زمینی جمهوری کره است، که در سال ۱۹۵۰ تأسیس شد.
لشکر ۹ پیاده یا لشکر اسب سفید یک واحد در سطح لشکر در ارتش کره جنوبی است. پس از پیروزی بر ارتش داوطلب خلق چین در نبرد کوه پکتو در سال ۱۹۵۲، اغلب به عنوان "واحد اسب سفید" یا "لشکر اسب سفید" شناخته می‌شود. این لشکر همچنین به دلیل شرکت در جنگ ویتنام شهرت پیدا کرد. در حال حاضر، این لشکر شامل هنگ‌های پیاده نظام ۲۸، ۲۹ و ۳۰ است.